# Dan Castellaneta
Daniel Louis "Dan" Castellaneta, född 29 oktober 1957 i Oak Park, Illinois, är en amerikansk skådespelare främst känd för sin roll som Homer Simpson i den animerade TV-serien Simpsons , där han även gör andra röster som Abraham Simpson, Barney Gumble, Krusty, Vaktmästare Willie och Joe Quimby. Castellaneta bor i Los Angeles med sin hustru Deb Lacusta. Han är vegetarian, nykterist, och motionerar regelbundet. Han utövar också Tai Chi Chuan.

## Biografi
Castellaneta föddes i Chicago-förorten Oak Park, Illinois och började ta skådespelarlektioner under sin ungdom. Han medverkade i teaterföreställningar på Oak Park and River Forest High School. Efter att Dan tog examen från Northern Illinois University,
där han studerade konstutbildning, började Dan under 1983 på The Second City. Dan började även medverka i radioprogrammet The Ron Petke and His Dead Uncle Show Han gick även på en skådespelarmanusutbildning och provspelade för en. Dan tog även lektioner för improvisations shower där han träffade sin fru Deb Lacusta. 
Under denna period gjorde han även voice-over arbeten med sin hustru för radion.  Han första filmroll var i Ingenting gemensamt från 1986 med Tom Hanks i huvudrollen.
Dan stannade på The Second City till 1987 då han började medverka i The Tracey Ullman Show. 
Han anställdes av Tracey Ullman efter att hon sett en av hans föreställningar.  I The Tracey Ullman Show ingick en serie animerade kortfilmer om en dysfunktionell familj och producenterna gav Dan uppdraget att göra rösten till Homer. Hans baserade först sin röst på Walter Matthau, innan han gjorde den till en egen.
Hans normala röst har ingen likhet med Homers. För att utföra Homers röst, sänker Dan hakan mot bröstet, och han påstår att det då låter som att hans IQ blir lägre. Dan försöker att visualisera scenen så att han kan ge rätt röst till den. När serien Simpsons blev fristående lämnade han The Tracey Ullman Show för att arbeta med serien. Inom Simpsons har Dan vunnit fyra Primetime Emmy Award för "Outstanding Voice-Over Performance" och en  Annie Award för "Outstanding Voice-Over Performance". Dan har tillsammans med sin fru, Deb Lacusta skrivit fem avsnitt av Simpsons. Sedan 2008 får Dan omkring 400 000 dollar för varje avsnitt.
När Castellaneta började engagera sig på heltid som röstskådespelare började han också medverka i TV-serierna Darkwing Duck, Tillbaka till framtiden, Earthworm Jim, Aladdin och Hey Arnold!. Under 1999 medverkade han i Olive, the Other Reindeer och vann en Annie Award för sin roll som brevbäraren. Dan har också släppt en CD-skiva, I Am Not Homer, och skrivit manus och medverkat i enmansföreställningen Where Did Vincent van Gogh?. I början av 1990-talet skrev Dan och Deb ett manus till en episod där Barney blir nykter. Avsnittet kom först att sändas under 2000-talet. Dan nominerades på Writers Guild of America Award för avsnittet "Kiss Kiss, Bang Bangalore". Dan har även jobbat inom serien som konsulterade producent. Under 1991 spelade Dan Warren Morris i Sibs.
Dan har även gästspelat i ett antal TV-serier som Lagens änglar, Sword of Destiny, Arrested Development, Stargate SG-1 Alf, 'Campus Ladies, Entourage, Alla älskar Raymond, Frasier, Vänner, How I Met Your Mother, Mad About You, Våra värsta år, Murphy Brown, NYPD Blue, Reba, Reno 911!, That '70s Show, Veronica Mars, Yes, Dear, Desperate Housewives Dan är även känd som Anden i uppföljaren från Disneyfilmen och TV-serien Aladdin.  Under 2006 medverkade han i Jeff Garlins oberoende film I Want Someone to Eat Cheese With tillsammans med flera andra från The Second City. Den 22 februari 2000 släppte han sin första CD, Two Lips Dan har också medverkat i ett antal teateruppsättningar som 1992, Deb & Dan's Show tillsammans med sin fru. Under 2007 framträdde han i The Bicycle Men på The King's Head Theatre i London.

## Filmografi

### Filmer
- 1986 – Ingenting gemensamt
- 1989 – Snacka går ju...
- 1989 – En snut på hugget
- 1989 – Den vilda jakten på lyckan
- 1991 – Säg inte till mamma att barnvakten dött (röst)
- 1993 – Super Mario Bros. (berättarröst)
- 1994 – Jafars återkomst (röst)
- 1994 – Klienten
- 1994 – Love Affair
- 1996 – Toonstruck (röst i datorspel)
- 1996 – Space Jam
- 2000 – Josef: Drömmarnas Konung
- 2001 – Rasten: Uppdrag rädda sommarlovet (röst)
- 2002 – Tillbaka till landet Ingenstans
- 2003 – Kim Possible: The Secret Files
- 2003 – Katten
- 2004 – The Jimmy Timmy Power Hour
- 2006 – Jakten på lycka
- 2007 – The Simpsons: Filmen (röst)
- 2008 – Superhero Movie
- 2015 – Fantastic Four

### TV
- 1989–2015 – Simpsons (TV-serie)
- 1990 – Våra värsta år, avsnitt Dance Show (gästroll som Pete)
- 1991 – Luftens hjältar (TV-serie)
- 1991–1992 – Tillbaka till framtiden (TV-serie) - Doktor Emmett L. Brown
- 1991–1992 – Darkwing Duck (TV-serie)
- 1991–1992 – Sibs (TV-serie)
- 1991–1995 – Taz-Mania (TV-serie)
- 1992 – Fievel's American Tails (TV-serie) - Chula the Tarantula
- 1994–1995 – Aladdin (TV-serie) - Anden
- 1995–1996 – Earthworm Jim (TV-serie)
- 1996–2004 – Hey Arnold! (TV-serie) - Grandpa
- 1999 – Olive, the Other Reindeer (TV-film)
- 1999–2013 – Futurama (TV-serie) - Robot Devil
- 2004 – Behind the Camera: The Unauthorized Story of Charlie's Angels (TV-film)
- 2004–2008 – The Batman (TV-serie)
- 2005 – Stargate SG-1, avsnitt Citizen Joe (gästroll i TV-serie)
- 2005 – Arrested Development, avsnitt Sword of Destiny (gästroll som dr. Stein)
- 2009 – Desperate Housewives, avsnitt Boom Crunch (gästroll i TV-serie)